# Wibrandis Rosenblatt

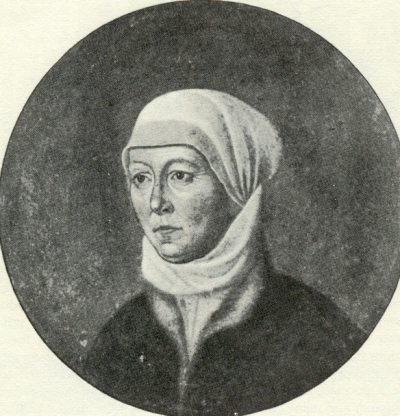
Wilbrandis Rosenblatt

Wibrandis Rosenblatt (Säckingen, 1504–Basilea, 1 de noviembre de 1564), viuda de Ludwig Keller antes de volverse a casar con tres famosos reformadores religiosos: Juan Ecolampadio (casados entre 1528 y 1531), Wolfgang Capito (de 1532 a 1541) y Martín Bucero (desde 1542 hasta 1551). 
Tuvo en total 11 hijos. 

## Biografía
Sus padres eran Hans Rosenblatt, militar del ejército imperial, y Magdalena Strub. De su infancia se sabe muy poco. Su padre se movía de un campo de batalla a otro y apenas estaba en casa. Por ello, su madre, que no aguantaba este modo de vida, se trasladó a Basilea, su ciudad natal, donde vivían sus familiares. 

## Matrimonio con Ludwig Keller
En 1524, con 20 años, se casó con el humanista Ludwig Keller y al poco tiempo tuvo una hija. Ludwig Keller murió en 1526. 

## Matrimonio con Ecolampadio
En 1528, dos años después de la muerte de su marido y en pleno conflicto político-religioso por la Reforma protestante, volvió a casarse con el pastor reformador y catedrático de latín, griego y hebreo, Juan Ecolampadio, veintidós años mayor que ella. La diferencia de edad con la novia provocó un hervidero de críticas. El conocido humanista y jurista Bonifacio Amerbach escribió "Recientemente, Ecolampadio ha llevado a casa una muchacha como esposa. Un hombre avanzado en años, con la cabeza temblorosa, delgado y agotado como un cadáver viviente. ¿No habría que llamarlo memo?". Erasmo de Róterdam también escribió sobre el matrimonio de su amigo: "Hace unos días, Ecolampadio se ha casado con una atractiva muchacha. ¡Está ansioso por comer carne tierna después de la Cuaresma!"
En opinión del propio Ecolampadio, ella era demasiado joven, pero buena cristiana y de familia humilde. Un año después de su matrimonio, escribió al también reformador Wolfgang Capito: "Mi esposa es lo que siempre he deseado: dócil, poco habladora y buena ama de casa". Capito tomó buena nota, porque años después, tras enviudar ambos, se casaría con ella. En resumen, Wibrandis era una mujer como querían los antiguos reformadores: muy trabajadora, humilde, obediente y lectora de la Biblia. De este matrimonio nacieron tres hijos: Eusebio (24-12-1528), Irene (21-3-1530) y Aletheia (10-7-1531).
Ecolampadio murió el 23 de noviembre de 1531.

## Matrimonio con Capito
Poco antes de que muriera Ecolampadio, falleció a causa de la peste Agnes Röttel, esposa de Wolfgang Capito. Al tener seis hijos, Bucero le aconsejó que se casara rápidamente y envió una carta a la diaconisa de Constanza Margarita Blarer, célibe y de 37 años de edad. Pero en casa de Capito se había refugiado Sabina Bader huyendo de las autoridades católicas y con la que Capito mantuvo una relación amorosa. Sabine Bader era viuda de Agustín Bader, un antiguo líder anabaptista que había sido ejecutado recientemente. Cuando Bucero descubrió que Capito tenía un romance con Sabina Bader, le advirtió que Sabina estaba relacionada con una secta milenarista, como reina autoproclamada y exponía al movimiento de la Reforma a la burla. Le aconsejó que necesitaba una mujer firmemente arraigada en el movimiento de la Reforma y que Wibrandis, la reciente viuda de Ecolampadio, era su pareja ideal. El 11 de abril de 1532, cuatro meses y medio después de que falleciera su marido, Wibrandis (26 años) se casaba con Capito, que le doblaba en edad (54 años), y se trasladó, junto con sus cuatro hijos y su madre, a Estrasburgo, donde Capito era pastor en la iglesia de San Pedro. 
Este matrimonio no fue fácil, ya que Capito sufría depresiones, era muy poco práctico y tenía continuamente dificultades financieras. Wibrandis, como mujer del pastor, debía ser muy eficiente, ya que tenía que alojar en su casa a refugiados y buscar ayuda económica donde fuera. En nueve años de matrimonio con Capito, tuvo otros cinco hijos: Agnes (1533), Dorotea (1535), Juan Simón (1537), Cristóbal (1538) e Irene (1541), en recuerdo de la anterior hija fallecida de Wibrandis.
El año 1541 estuvo lleno de acontecimientos para Wibrandis: El nacimiento de Irene, el casamiento de su primera hija Wibrandis Keller, el fallecimiento por la peste de tres de sus hijos (Eusebio, Dorotea y Cristóbal) y, finalmente, la muerte del propio Capito el 4 de noviembre de 1541.

## Matrimonio con Bucero
Elisabeth Silbereisen, la primera esposa de Bucero, con la que tuvo 13 hijos, fue también víctima de la epidemia. En su lecho de muerte, el 16 de noviembre de 1541, pidió a Bucero y Wibrandis que le prometieran casarse entre sí para cuidar a los hijos de ambas familias. Eso lo hicieron en 1542. Wibrandis volvía a ser responsable del mantenimiento de una gran rectoría, con numerosos invitados y refugiados, que a menudo tenía que administrar sola por los constantes viajes de su marido. De este matrimonio tuvo otros dos hijos. Bucero dijo de su esposa que ella era perfecta en todos los aspectos, solamente que no le reprochaba tan a menudo, como lo había hecho su anterior esposa Elisabeth.
En 1548 Bucero tuvo que dejar Estrasburgo (su destierro fue una condición de Carlos V para un acuerdo de paz). Se trasladó a Inglaterra, donde Thomas Cranmer le había ofrecido un puesto de profesor de teología en Cambridge. Él no se sentía bien de salud. Después de una visita de Wibrandis, toda la familia se marchó a Inglaterra.
En 1551 murió Bucero y Wibrandis volvió a Estrasburgo, donde su hija Aletheia estaba casada con un joven pastor. Al morir su hijo en 1553, se fue con sus dos hijas solteras a Basilea, su ciudad natal, y vivió hasta 1564, donde murió de la peste..